# Noordeloos
Noordeloos is een dorp in de gemeente Molenlanden, in de Nederlandse provincie Zuid-Holland. Het dorp heeft ongeveer 1.780 inwoners (2023).
Noordeloos was tot 1986 een zelfstandige gemeente, maar was dermate klein dat de burgemeester van Noordeloos tevens burgemeester was van de gemeenten Hoogblokland en Hoornaar. Deze functie werd van 1 januari 1946 tot 1 januari 1986 bekleed door Maarten Schakel sr. Op 10 mei 2002 onthulde oud-premier Dries van Agt in Noordeloos een borstbeeld van de oud-burgemeester. Het was gemaakt door beeldhouwer Marcus Ravenswaaij, op initiatief van oliehandelaar A.A. de Haan - een goede vriend van Schakel.
Noordeloos is vernoemd naar het gelijknamig veenriviertje dat door het dorp loopt. Dit riviertje gaat later over in de Giessen.
In het dorp staat de Boterslootse Molen, een wipmolen die op vrijwillige basis de polder bemaalt.
Het inmiddels verdwenen kasteel Noordeloos is vóór 1413 gebouwd. Begin 18e eeuw is het als herenhuis herbouwd, om in 1880 te worden vervangen door een neogotisch landhuis. Dit huis is in 1968 afgebroken.

## Bescherming
Een deel van Noordeloos is een beschermd dorpsgezicht. 
Zie ook:
- Lijst van rijksmonumenten in Noordeloos
- Lijst van gemeentelijke monumenten in Noordeloos

## Geboren
- Jo van Ammers-Küller (1884-1966), schrijfster
- Pieter Bastiaan van Steenis (1888-1960), arts, hoogleraar tropische geneeskunde
- Henk van Steenis (1908-1965), Nederlands architect, politicus, schaker en voorzitter van de KNSB
- Maarten Schakel jr. (1947), Nederlands burgemeester (zoon van Maarten Schakel sr.)
- Arno Wallaard (1979-2006), Nederlands wielrenner

## Foto's

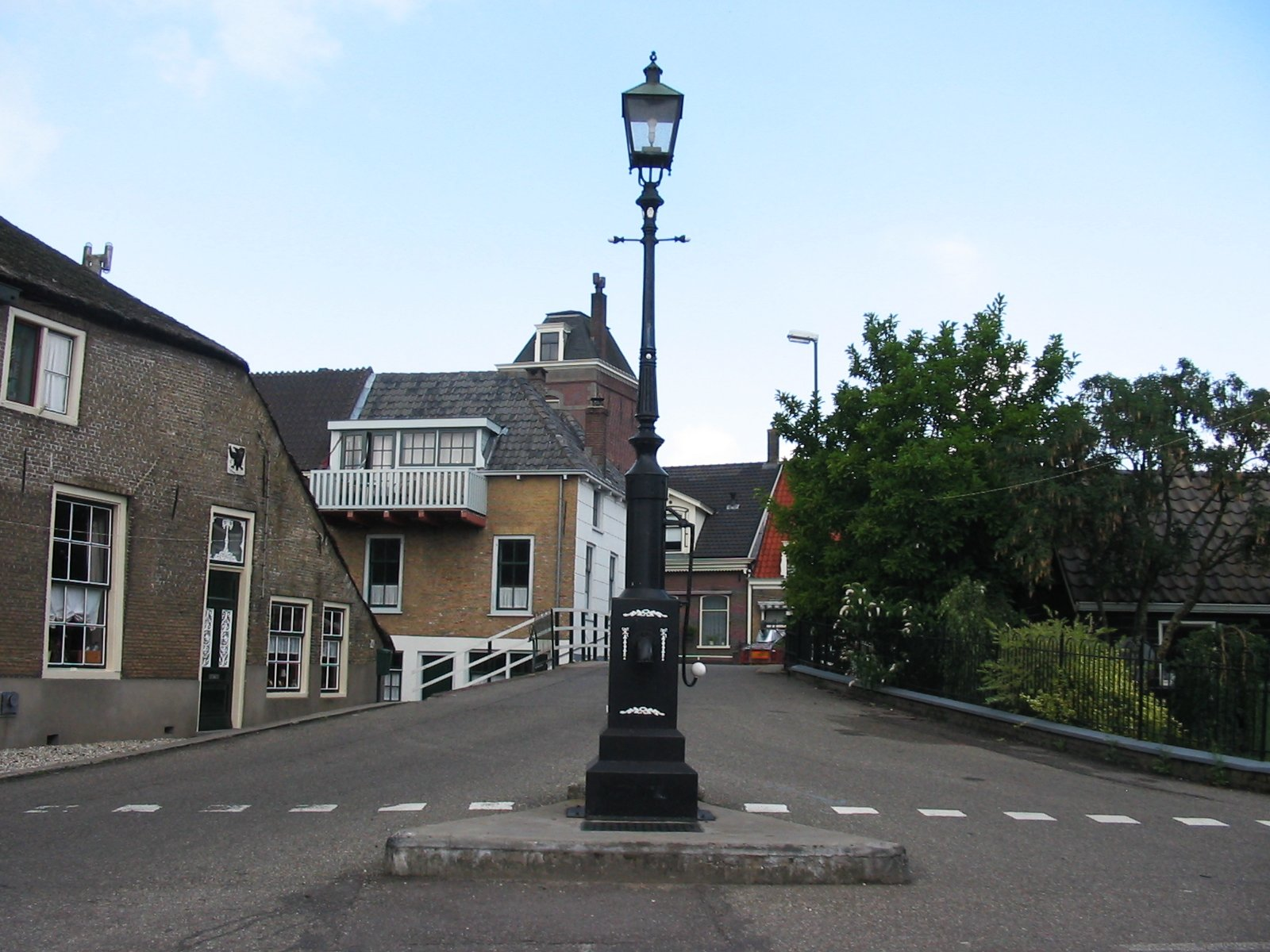
De bekende pomp in Noordeloos
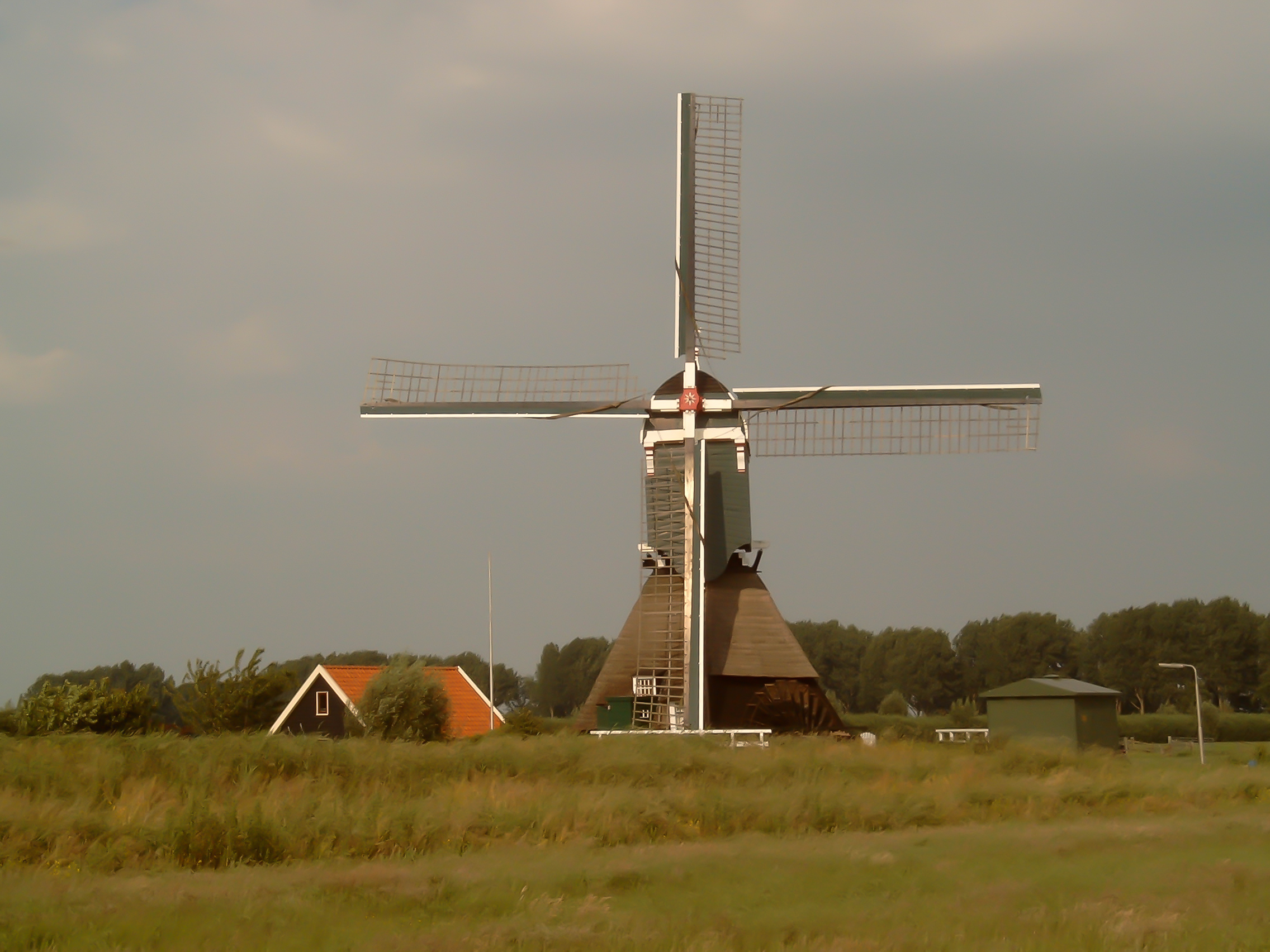
De Boterslootse molen
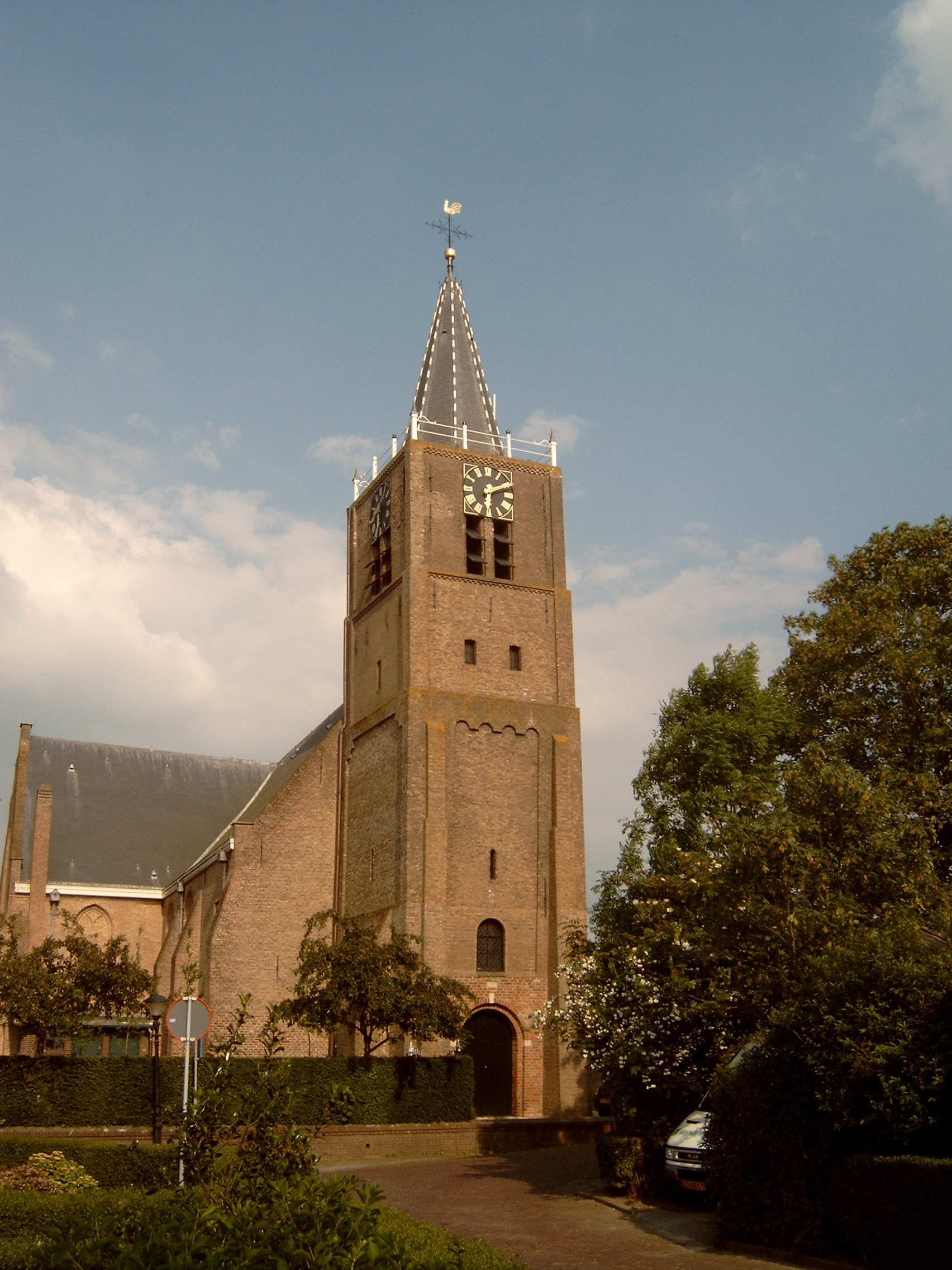
De grote kerk
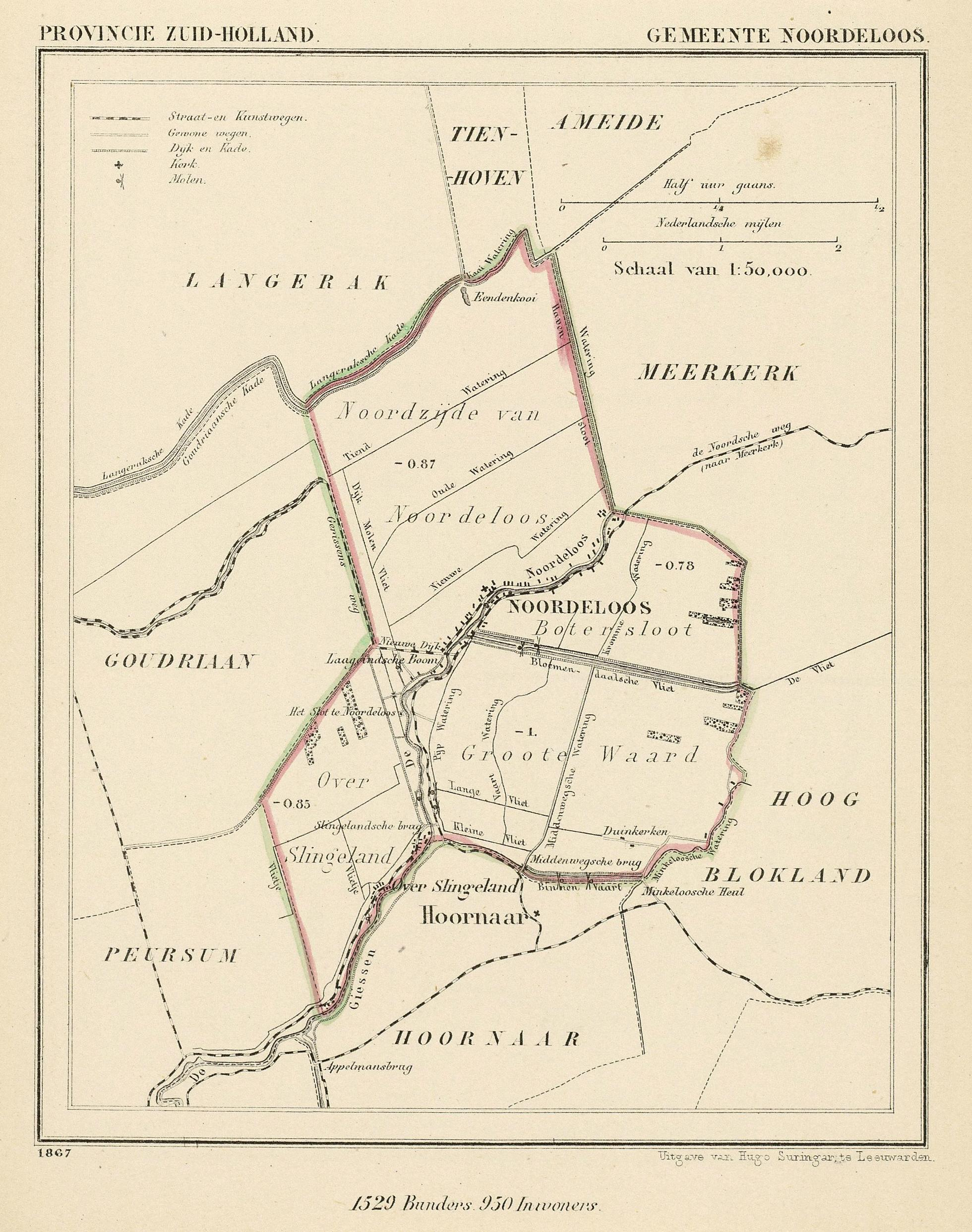
De voormalige gemeente Noordeloos in 1867